# 春日淵名
春日 淵名（かすが の ふちな、生没年不詳）は、古墳時代の豪族。姓は臣。淵名臣とも表記される。